# Graufleckender Milchling
Der Graufleckende oder Welke Milchling (Lactarius vietus) ist eine Pilzart aus der Familie der Täublingsverwandten (Russulaceae). Es ist ein mittelgroßer Milchling mit einem schmierigen, grauvioletten bis braunvioletten Hut und einer weißen sich auf den Lamellen graugrün verfärbenden Milch. Die Stielspitze unterhalb der Lamellen ist oft weißlich. Der Milchling wächst an nährstoffarmen, feuchten Standorten unter Birken. Meist findet man die Fruchtkörper von August bis November in Mooren, wo sie direkt in Torfmoospolstern wachsen. Der Milchling ist wegen seiner scharfen Milch nicht essbar.

## Merkmale

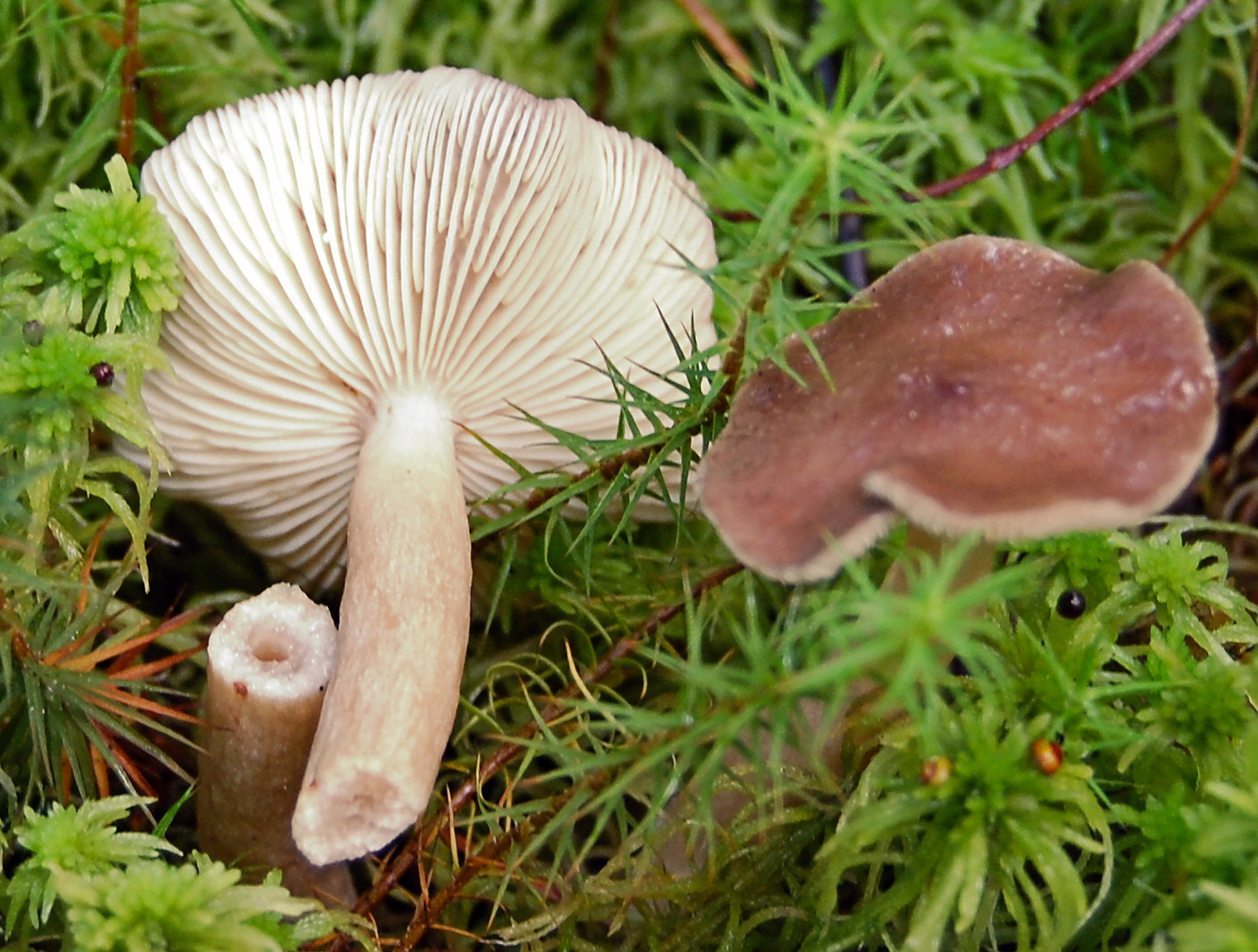
Blick auf die Hutunterseite des Graufleckenden Milchlings (Lactarius vietus) mit den Lamellen

### Makroskopische Merkmale
Der Hut ist 2,5–7,5 (–10) cm breit, erst flach gewölbt, später abgeflacht und in der Mitte niedergedrückt. Im Alter kann er auch trichterförmig vertieft sein. Die Hutmitte trägt oft einen kleinen Buckel oder eine angedeutete Papille. Die Huthaut ist feucht etwas klebrig, trocknet aber schon bald ab und ist dann matt und mehr oder weniger weiß bereift. Der Hut ist blass violettgrau, violettbraun oder braunrosa gefärbt und nicht oder nur undeutlich gezont. Später blassen die Farben aus, die Randzone bleibt aber lange fleischrötlich. Der lange Zeit eingebogene Rand ist im Alter oft wellig verbogen.
Die ziemlich gedrängt stehenden und wenig gegabelten Lamellen sind breit am Stiel angewachsen oder laufen kurz daran herab. Sie sind jung weißlich und später cremeocker gefärbt und haben einen leicht orangen Schimmer. An Druckstellen werden sie graubraun fleckig. Die Lamellenschneiden sind glatt und das Sporenpulver ist weißlich bis cremefarben.
Der meist schlanke und zylindrische Stiel ist 3–8 cm lang und 0,5–1,5 cm breit und wird schon bald hohl. Er ist creme-fleischfarben bis schmutzig hell-ockerfarben und meist blasser als der Hut gefärbt. An der Stielspitze direkt unter den Lamellen befindet sich eine hellere, weißliche Zone. Die Oberfläche ist glatt bis schwach längsaderig und jung weiß bereift.
Die scharf schmeckende Milch ist weiß und trocknet langsam graugrünlich bis graubräunlich ein. Das Fleisch ist weiß und nahezu geruchlos und schmeckt erst mild doch schon nach wenigen Sekunden scharf.

### Mikroskopische Merkmale
Die rundlichen bis elliptischen Sporen sind durchschnittlich 7,9–8,5 µm lang und 6,5–6,7 µm breit. Der Q-Wert (Quotient aus Sporenlänge und -breite) ist 1,1–1,4. Das Sporenornament wird bis zu 1 µm hoch und besteht aus isoliert stehenden einzelnen Warzen sowie gratigen Rippen, die mehrheitlich netzartig verbunden sind. Der Hilarfleck ist im äußeren Bereich mehr oder weniger amyloid.
Die keuligen bis bauchigen Basidien messen 40–55 × 9–11 µm und sind teilweise zwei, meist aber viersporig. Die Pleuromakrozystiden kommen zerstreut bis zahlreich vor und messen 50–115 × 7–12 µm. Sie sind schmal flaschenförmig bis lanzettförmig und oben meist spitz. Die Lamellenschneiden sind meist steril und tragen zahlreiche, zylindrische, spindelige oder pfriemförmige Cheilomakrozystiden, die 27–55 µm lang und 4–7 µm breit sind.
Die Huthaut ist eine Ixocutis, die vorwiegend aus parallel liegenden Hyphen aber teilweise auch aus aufsteigenden, 1–5 µm breiten Hyphen oder Hyphenfragmenten besteht. Alle Hyphen sind gelatinisiert.

## Artabgrenzung

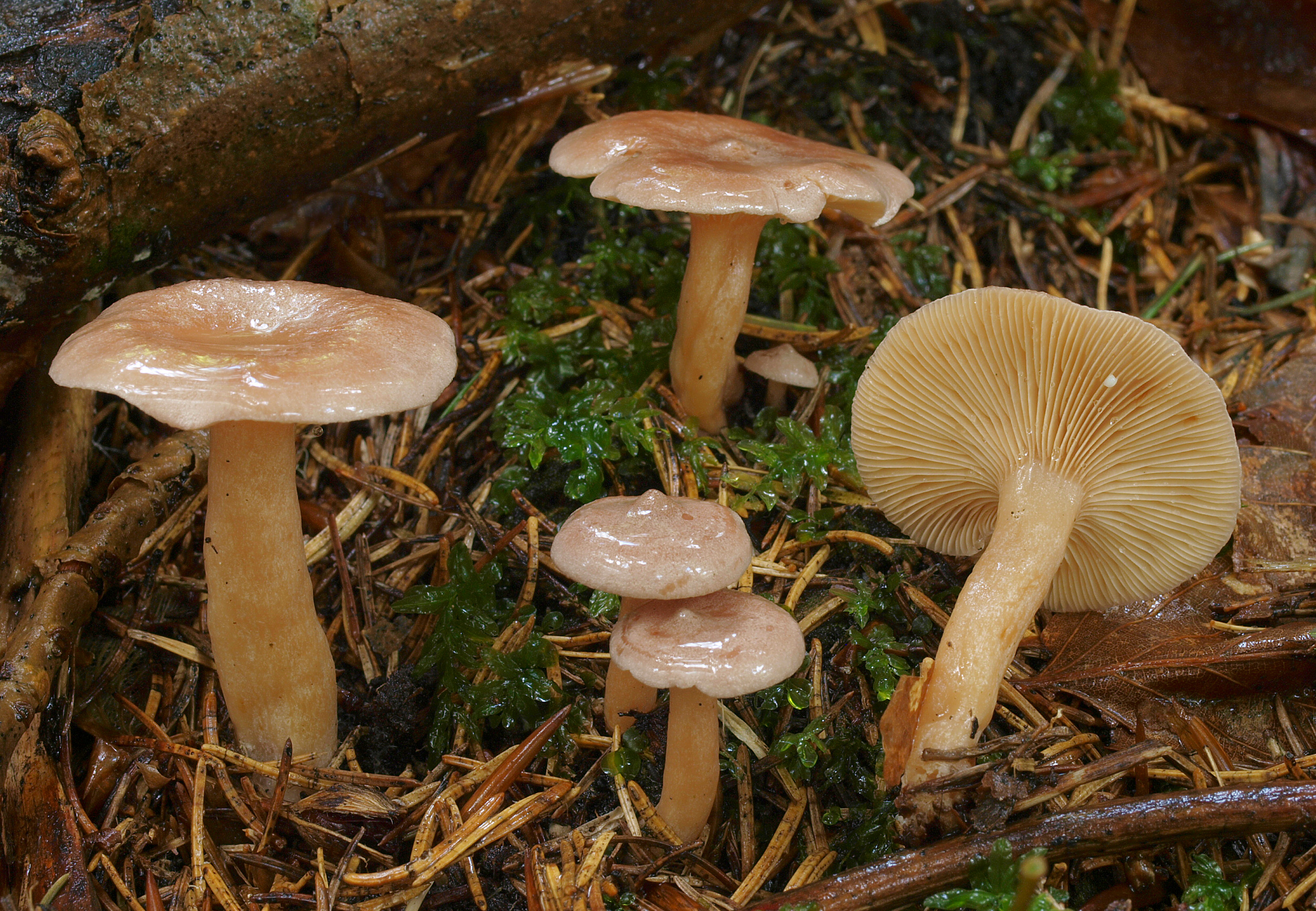
Ein Doppelgänger ist der Blasse Kokosflocken-Milchling (Lactarius glyciosmus), der jedoch auffallend nach Kokos riecht.

Der violett- bis fleischbräunliche und stark ausblassende Hut, die graugrün eintrocknende, scharfe Milch und die blasse, ringartige Zone an der Stielspitze sind recht gute, makroskopische Merkmale, um den Graufleckender Milchling von ähnlichen und nah verwandten Arten abzugrenzen.
Der sehr seltene, geruchlose Gebuckelte Milchling (Lactarius pilatii) hat einen dunkler braun gefärbten und gebuckelten Hut und etwas schmalere Sporen. Er ist ebenfalls ein Birkenbegleiter.
Der Graufleckende Milchling kann auch mit ausgeblassten Formen des Nordischen Milchlings (Lactarius trivialis) verwechselt werden, der bei Fichten wächst, aber auch bei Birken gefunden werden kann. Dieser hat im Gegensatz zum Graufleckenden Milchling einen sehr schleimigen Hut und größere Sporen. Seine Milch verfärbt sich mit Kalilauge orangegelb.
Auch der Blasse Kokosflocken-Milchling (Lactarius glyciosmus) kann mitunter ähnlich aussehen. Man kann ihn leicht anhand seines angenehmen Kokosflockengeruchs erkennen. Alle anderen Milchlinge mit grünlich verfärbender Milch haben anders gefärbte und meist dunklere Fruchtkörper. Der Graublasse Milchling (L. albocarneus) hat einen ähnlich gefärbten Hut, ist aber ebenfalls viel schleimiger und hat eine sich schwefelgelb verfärbende Milch. Man findet ihn vorwiegend unter Tannen.

## Ökologie

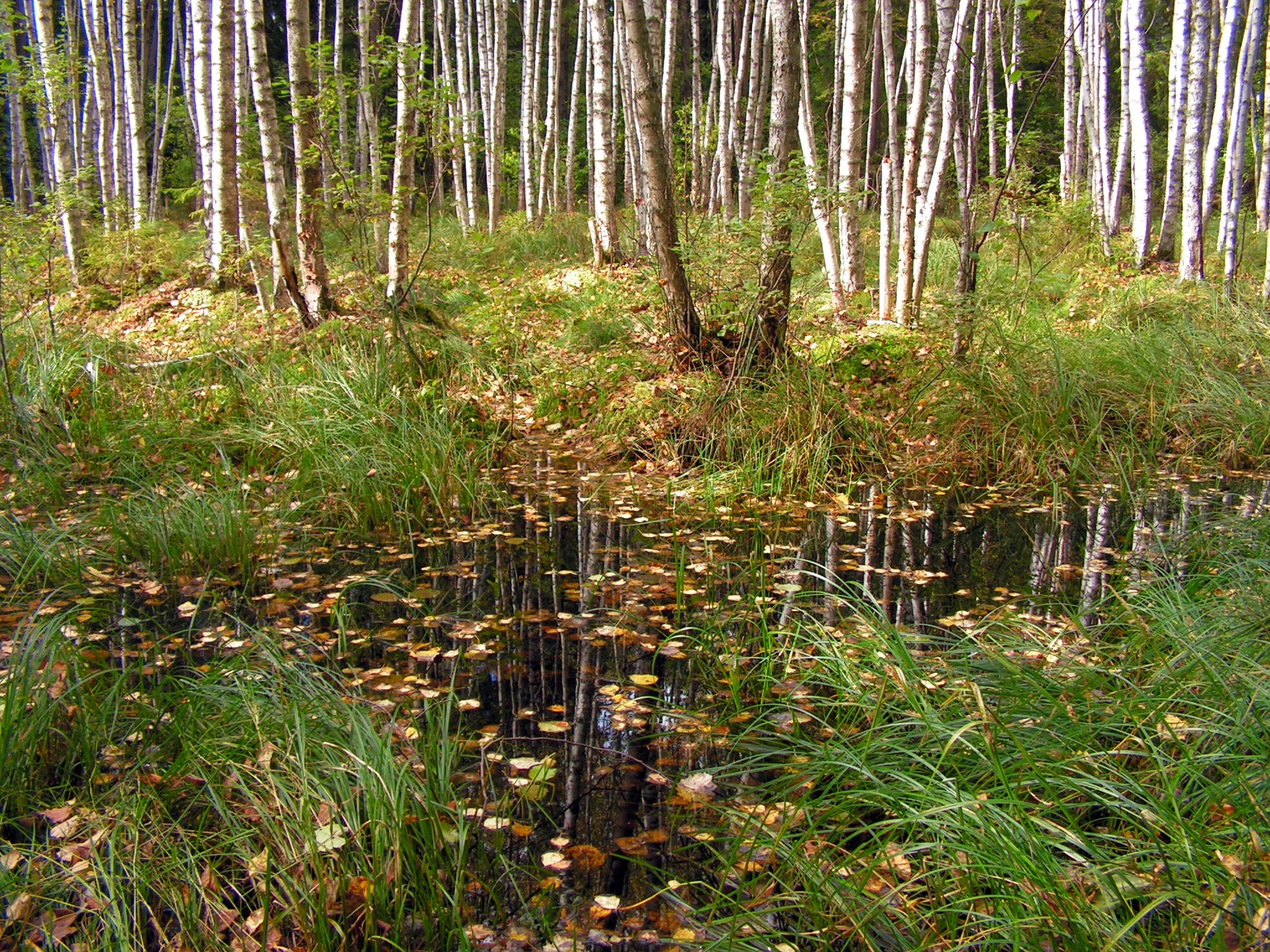
Der Graufleckende Milchling ist ein Birkenbegleiter, der nasse Standorte mit Torfmoos besiedelt.

Der Graufleckende Milchling ist ein Mykorrhizapilz und ein strikter Birkenbegleiter. Man findet ihn vorwiegend in Mooren und auf nassen Pfeifengraswiesen auf basen- und nährstoffarmen, feuchten Böden. Er kann aber auch auf etwas trockeneren Böden wachsen und kann daher auch in gemischten Eichen-Birken-Wäldern oder in Fichtenwäldern unter eingestreuten Birken gefunden werden. Die Fruchtkörper erscheinen von Mitte August bis Ende November oft direkt in Torfmoospolstern. Man findet ihn überwiegend im Hügel- und Bergland.

## Verbreitung

Verbreitung des Graufleckenden Milchling in Europa. Grün eingefärbt sind Länder, in denen der Milchling nachgewiesen wurde. Grau dargestellt sind Länder ohne Quellen oder Länder außerhalb Europas.

Der Graufleckende Milchling ist eine Pilzart mit holarktischer Verbreitung, der in Nordasien (Sibirien, Kamtschatka, Japan, Korea), Nordamerika (Kanada, USA), Nordafrika (Marokko) und in Europa nachgewiesen wurde. In Europa umfasst sein Verbreitungsgebiet die submeridionale, temperate und boreale Zone und reicht in die arktisch-alpine hinein. In Südeuropa ist der Milchling selten, in Frankreich und den Beneluxstaaten zerstreut bis verbreitet, während er besonders im Norden von Großbritannien und in ganz Fennoskandinavien häufig ist. Nordwärts reicht sein Verbreitungsgebiet bis ins schwedische Lappland. In Mitteleuropa ist der Pilz zwar weit verbreitet, aber nicht sehr häufig und kann in größeren Gebieten auch ganz fehlen.
Auch in Deutschland ist der Milchling weit verbreitet und kommt wohl in allen Bundesländern vor, dennoch ist der vorwiegend an Moore gebundene Milchling in Deutschland stark rückläufig. In Hessen, dem Saarland und in Sachsen-Anhalt gilt der Milchling als gefährdet, in Baden-Württemberg sogar als stark gefährdet. In der Schweiz ist der Milchling verbreitet, aber nicht häufig.

## Systematik
Der Milchling wurde erstmals 1821 vom schwedischen Mykologen Elias Magnus Fies als Agaricus vietus beschrieben. 1838 stellte er ihn in die Gattung Lactarius, sodass er seinen heute gültigen Namen bekam. Nomenklatorische Synonyme sind Galorrheus vietus(Fr.)P. Kummer (1871) und Lactifluus vietus (Fr.) Kuntze (1891). Die 1894 von Max Britzelmayr beschriebene Art Lactarius paludestris gilt als taxonomisches Synonym. Das lateinische Artattribut (Epitheton) bedeutet welk oder verschrumpft.

### Infragenerische Systematik
Bon stellt den Graufleckenden Milchling in die Untersektion Vieti, die bei ihm zusammen mit der Untersektion Pyrogalini in der Sektion Tristes steht. Die Vertreter der Untersektion haben schleimige bis klebrige Hüte und eine Milch, die sich an der Luft grau oder braun verfärbt und auf den Lamellen fleckig eintrocknet. Bei M. Basso und Clausen-Heilmann steht der Milchling in der Untersektion Pyrogalini, die ihrerseits in der Sektion Glutinosi steht.

## Bedeutung
Der scharf schmeckende Milchling ist kein Speisepilz.